# Carpo Ltda.
Carpo Ltda. war ein brasilianischer Hersteller von Automobilen.

## Unternehmensgeschichte
Das Unternehmen hatte seinen Sitz in Santos. Valdemar Augusto Pereira und Norberto Gomes Bexiga entwarfen 1966 einen Sportwagen. Im März desselben Jahres begann die Produktion. Der Markenname lautete Carpo. Es ist nicht bekannt, wann die Produktion endete.

## Fahrzeuge
Das erste Modell war ein Sportwagen. Ein Fahrgestell von Volkswagen do Brasil bildete die Basis. Darauf wurde eine Coupé-Karosserie aus Fiberglas montiert. Ein luftgekühlter Vierzylinder-Boxermotor war im Heck montiert und trieb die Hinterräder an.
Ein Cabriolet auf gleicher Basis war zumindest geplant.